# SV Paderborn
Der SV Paderborn (offiziell: Sportverein 1913 Paderborn e. V.) war ein Sportverein aus Paderborn. Die erste Fußballmannschaft spielte ein Jahr lang in der höchsten westfälischen Amateurliga. Der SV ist ein Vorgängerverein des heutigen SC Paderborn 07.

## Geschichte
Der Verein wurde am 12. Oktober 1913 von ehemaligen Spielern des FC Preußen Paderborn gegründet, aus dem sich der langjährige Lokalrivale VfJ 08 Paderborn bilden sollte. Sportlich stand der SV Paderborn stets im Schatten des VfJ 08 Paderborn und spielte zumeist zweitklassig. Im Jahre 1928 bot sich dem SV Paderborn die Gelegenheit zum Aufstieg in die höchste Spielklasse. In den Aufstiegsspielen zur 1. Bezirksklasse Westfalen trafen die Paderborner auf die Bielefelder SpVgg. In Bielefeld verlor der SV mit 0:2 und im Rückspiel auf eigenem Platz gar mit 1:6. Während des Zweiten Weltkrieges ging der SV eine Kriegsspielgemeinschaft mit dem Lokalrivalen VfJ 08 Paderborn ein. Fortan trat man als Sportfreunde Rot-Weiß Paderborn an und wurde 1944 ohne sportliche Qualifikation in die Gauliga Westfalen aufgenommen. Dort besiegte die so genannte „Panzermannschaft“ Union Herford mit 3:0 und den SV 07 Neuhaus gar mit 5:0. Nach diesen Spielen wurde der Spielbetrieb abgebrochen.
Nach Kriegsende gingen der VfJ 08 Paderborn und der SV Paderborn wieder getrennte Wege, wobei sich der SV Paderborn zunächst dem konkurrierenden Verband für Volkssport anschloss und 1947 in die Kreisklasse abstieg. Erst 1952 kehrte die Mannschaft in die Bezirksklasse zurück und schaffte drei Jahre später den Aufstieg in die Landesliga Westfalen, die damals die höchste Amateurliga Westfalens war. Als Drittletzter der Saison 1955/56 wurde die neu geschaffene Verbandsliga Westfalen um Längen verpasst und der SV Paderborn spielte ebenso wie der VfJ 08 Paderborn nur noch viertklassig. Als der VfJ 08 Paderborn 1957 auch aus der Landesliga abstieg, war der SV Paderborn erstmals die sportliche Nummer eins der Stadt. Dieser Status währte aber nicht lang. Nur ein Jahr später musste der SV Paderborn in einem Entscheidungsspiel gegen den SV Löhne-Obernbeck um den Klassenerhalt antraten, welches im neutralen Bielefeld mit 2:2 nach Verlängerung endete. Das Wiederholungsspiel im Lemgo entschied Löhne-Obernbeck mit 4:0 für sich.
Sportlich kam der SV Paderborn nach dem Abstieg nicht mehr über die Bezirksklasse hinaus. Höhepunkte waren dritte Plätze in den Jahren 1959, 1960, 1962 und 1964. Da der VfJ 08 Paderborn gleichzeitig ebenfalls stagnierte, nahmen die Verantwortlichen beider Vereine Verhandlungen über eine Fusion der beiden Clubs auf. Schließlich fusionierten im Jahre 1969 beide Clubs zum 1. FC Paderborn, der nach einer weiteren Fusion mit dem TuS Schloß Neuhaus am 1. Juli 1985 im TuS Paderborn-Neuhaus aufging und seit 1997 SC Paderborn 07 heißt.